# ترينت فورد
ترينت فورد (بالإنجليزية: Trent Ford)‏ مواليد 15 يناير 1979 في آكرون، الولايات المتحدة، هو ممثل أمريكي بدأ مسيرته الفنية سنة 2000.

## الأعمال
- منتزه جوسفورد (2001)
- الجزيرة (2005)

## روابط خارجية
- ترينت فورد على موقع IMDb (الإنجليزية)
- ترينت فورد على موقع ألو سيني (الفرنسية)
- ترينت فورد على موقع أول موفي (الإنجليزية)
- ترينت فورد على موقع قاعدة بيانات الأفلام السويدية (السويدية)
- ترينت فورد على موقع إن إن دي بي (الإنجليزية)
- ترينت فورد على موقع قاعدة بيانات الفيلم (الإنجليزية)
- ترينت فورد على موقع كينوبويسك (الروسية)